# Нечовекоподобни маймуни
Нечовекоподобните маймуни са несистемна парафилетична група примати, включваща всички представители на инфраразред Същински маймуни (Simiiformes) с изключение на надсемейство Човекоподобни маймуни (Hominoidea), от които се отличават по наличието на опашка, по-тесния гръден кош и други анатомични особености. Повечето видове живеят по дърветата и са активни през деня.